# Emmanuel Augusto Nery
Emmanuel Augusto Nery conhecido como Nery, (Rio de Janeiro, 25 de dezembro de 1892 - Rio de Janeiro, 5 de novembro de 1927) foi um futebolista brasileiro que atuava como zagueiro.

## Carreira
Sua carreira começou em 1910 no Fluminense, do qual foi para o Flamengo em 1912. Um desentendimento entre capitão Alberto Borgerth e a comissão técnica daquele time fez com que nove jogadores, entre eles Nery, migrassem para o Flamengo.
Nery, brilhou com a camisa do Flamengo entre os anos de 1912 e 1919. Como jogador, foi campeão da  carioca em 1914, 1915, pelo Flamengo, atuando ao lado de Píndaro, com quem teve a chance de integrar a Seleção Brasileira.
 Em 1914, Nery disputou a primeira partida da história do selecionado brasileiro contra Exeter City e dois meses depois em uma disputa com a Argentina, faturou o primeiro título da história do Brasil, a Copa Rocca.
Nery morreu em 1927, aos 34 anos.

## Títulos
Fluminense
- Campeonato Carioca: 1911

Flamengo
- Campeonato Carioca: 1914, 1915

Brasil
- Copa Roca: 1914